# Оглала (Јужна Дакота)
Оглала (енгл. Oglala) насељено је место без административног статуса у америчкој савезној држави Јужна Дакота.

## Демографија
По попису из 2010. године број становника је 1.290, што је 61 (5,0%) становника више него 2000. године.
| Група             | 2000.    | 2010.     |
| Белци             | 9 (0,7%) | 19 (1,5%) |
| Афроамериканци    | 0 (0,0%) | 0 (0,0%)  |
| Азијати           | 1 (0,1%) | 0 (0,0%)  |
| Хиспаноамериканци | 4 (0,3%) | 25 (1,9%) |
| Укупно            | 1.229    | 1.290     |